# Guennadi Zhiltsov
Guennadi Yevguénievich Zhiltsov –en ruso, Геннадий Евгеньевич Жильцов– es un deportista ruso que compitió para la Unión Soviética en lucha libre. Ganó una medalla de plata en el Campeonato Mundial de Lucha de 1991 y una medalla de bronce en el Campeonato Europeo de Lucha de 1993.

## Palmarés internacional
| Representando a la URSS |                    |                   |           |
| Campeonato Mundial      |                    |                   |           |
| Año                     | Lugar              | Medalla           | Categoría |
| 1991                    | Varna (Bulgaria)   | Medalla de plata  | 130 kg    |
| Representando a Rusia   |                    |                   |           |
| Campeonato Europeo      |                    |                   |           |
| Año                     | Lugar              | Medalla           | Categoría |
| 1993                    | Estambul (Turquía) | Medalla de bronce | 130 kg    |